# Leila Chaled

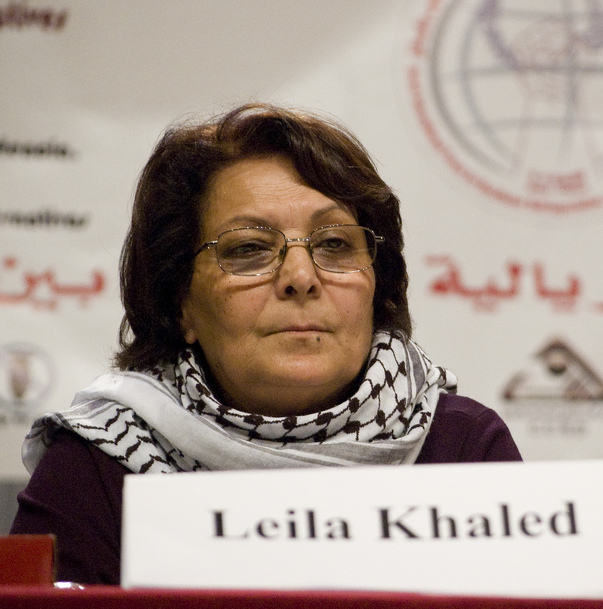
Leila Chaled (2009)

Leila Chaled, häufig auch Leila Khaled geschrieben, (arabisch ليلى خالد Lailā Chālid, DMG Laylā Ḫālid; * 9. April 1944 in Haifa, damals britisches Mandatsgebiet Palästina) ist ein führendes Mitglied der Terrororganisation Volksfront zur Befreiung Palästinas (PFLP) und war eine der ersten Flugzeugentführerinnen der Geschichte.

## Leben
Chaled war eines von 13 Kindern einer Kaufmannsfamilie in Haifa. Ihr Vater hatte in der Stadt ein kleines Geschäft, die große Familie besaß ein Haus. Während des Palästinakriegs 1948 floh die Familie in den Libanon, wo sie in einem Flüchtlingslager bei Tyros unterkam.
Chaled hat einen christlichen Familienhintergrund und ist als Anhängerin des dialektischen Materialismus nach Karl Marx und Friedrich Engels selbst Atheistin, kritisiert jedoch nach eigener Aussage Religion nicht öffentlich.
Im Alter von 15 Jahren war sie bereits politisch aktiv und trat einer libanesischen Zelle des Arab Nationalist Movement (ANM) bei. 1962/63 studierte sie an der American University of Beirut. Sie arbeitete als Lehrerin in Kuwait und organisierte sich dort bei al-Fatah. Ihr wurde nicht erlaubt, deren militärischem Flügel beizutreten. In der Folge des Sechstagekrieges ging sie 1967 zur frisch gegründeten Volksfront zur Befreiung Palästinas (PFLP), die später zur zweitstärksten Fraktion in der PLO wurde. In militärischen Ausbildungslagern in Jordanien übte sie den bewaffneten Kampf.

## Erste Beteiligung an einer Flugzeugentführung 1969
Am 29. August 1969 wurde sie in der Weltöffentlichkeit bekannt, weil sie an der Entführung des Fluges TWA 840 beteiligt war. Die Boeing 707, die auf dem Weg von Rom nach Tel Aviv war, wurde nach Damaskus umgeleitet. Die Boeing wurde in Damaskus gesprengt, nachdem alle an Bord befindlichen Personen sie verlassen hatten. Die nicht-israelischen Passagiere wurden danach freigelassen, die syrischen Behörden hielten die vier Frauen unter den sechs israelischen Passagieren für einen Tag fest, die zwei Männer bis Dezember, als die israelische Regierung sie gegen syrische und ägyptische Kriegsgefangene austauschte.
Seitdem galt Chaled in der westlichen Welt als Top-Terroristin und in der arabischen Welt als Heldin. Eine von Eddie Adams erstellte Fotografie stellte Chaled als Identifikationsfigur der Palästinenser dar. Auf dem Bild ist sie mit einer AK-47, der traditionellen Kufiya und einem mit einer Patrone geschmückten Ring zu sehen. Chaled unterzog sich nach 1969 mehreren kosmetischen Operationen an Nase und Kinn, um trotz ihrer Bekanntheit weitere Entführungsaktionen unternehmen zu können.

## Zweite Beteiligung an Flugzeugentführungen im Schwarzen September 1970
Am 6. September 1970, in der Zeit des jordanischen Bürgerkriegs, unternahm die PFLP den Versuch, gleichzeitig fünf Flugzeuge zu entführen. Leila Chaleds Aufgabe war, zusammen mit dem Nicaraguaner Patrick Argüello den Flug El Al 219 von Amsterdam nach New York City unter ihre Kontrolle zu bringen. Der Versuch schlug fehl, nachdem ein an Bord befindlicher israelischer Sicherheitsmann sich einen Schusswechsel mit Argüello geliefert hatte. Argüello schoss einen Steward nieder. Die geworfene Handgranate (zwei davon hatte Chaled bei sich) zündete trotz Entsicherung nicht. Zudem holte der Pilot die Entführer durch einen kontrollierten Sturzflug „von den Beinen“ und machte es so möglich, dass Passagiere und Besatzung diese dingfest machten.

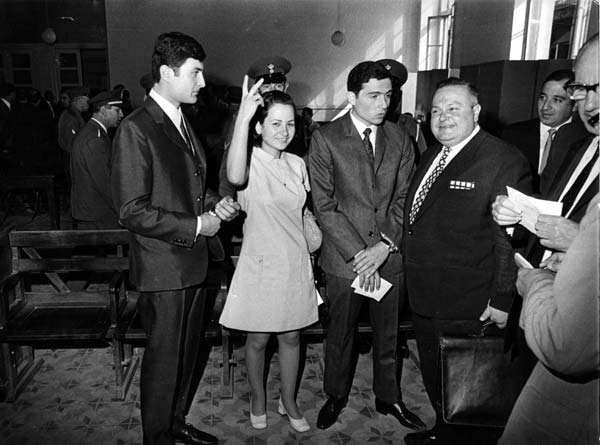
Leila Chaleds Empfang in Damaskus nach ihrer Freilassung 1970

Argüello und Chaled wurden überwältigt, Argüello starb an seinen schweren Schussverletzungen auf dem Weg ins Krankenhaus. Die Maschine landete in London und Chaled wurde zur Polizeistation Ealing gebracht. Sie wurde bald darauf im Rahmen eines Gefangenenaustauschs freigelassen.

## Weitere Aktivitäten
Nachdem sie aufgrund ihrer großen Bekanntheit für weitere Entführungen nicht mehr in Frage gekommen war, verlegte sie bereits in den 1970er Jahren ihre Betätigung vom bewaffneten Kampf zur politischen Auseinandersetzung. Sie wurde zu einer häufigen Teilnehmerin an internationalen Konferenzen zu Themen des Feminismus und der Dritten Welt.
Als Mitglied des Palästinensischen Nationalrats nahm sie 1996 in Gaza an dessen erster Sitzung auf palästinensischem Boden seit 1966 teil. Dies war gleichzeitig Chaleds erste Rückkehr nach Palästina seit ihrer Flucht 1948. Israels Regierung hatte keine Einwände gegen ihr Passieren der vom israelischen Militär kontrollierten Grenzen nach Gaza erhoben. Später war Chaled unter anderem Mitglied des Palästinensischen Legislativrats. Sie ist häufig in arabischen und palästinensischen Medien präsent. Als sie 2005 bei einer Konferenz in Belfast sprechen wollte, wurde ihr das bei zwei vorangegangenen Gelegenheiten gewährte Einreisevisum nach Großbritannien verweigert, woraufhin sie die Teilnehmer per Videoübertragung vom benachbarten Irland aus ansprach. 2013 war sie Mitglied im Zentralkomitee der PFLP.
Sie ist mit einem Physiotherapeuten verheiratet, hat zwei Söhne und lebt in Amman in Jordanien.

## Antisemitismus
Durch ihre Mitgliedschaft in der PFLP und ihre generelle militante Feindschaft gegenüber Israel wird Chaled häufig Antisemitismus vorgeworfen, so u. a. vom American Jewish Committee, nachdem sie bei einer Rede im Europäischen Parlament 2017 diverse Handlungen Israels gegen die Palästinenser mit dem Holocaust verglich.

Des Weiteren schreibt Chaled in ihrer Autobiographie, dass sie Hitler während der Schulzeit bewunderte, weil sie dachte, er sei der Feind der Juden.
In the first three years of secondary school I read about important figures: Lincoln, Napoleon, Hitler, Lenin. I admired them all in the beginning. At the moment I admire Lincoln as a liberal in his time, Lenin as the greatest "historic world individual", to be followed only by Mao, Ho, and Guevara. At first, I admired Hitler because I thought he was the enemy of the Jews. Later I found out he classified Arabs as sub-humans, only slightly above the gypsies and the Jews.

## Autobiographie
- Mein Volk soll leben. Autobiographie einer Revolutionärin. (Herausgegeben von George Hajjar) Trikont-Verlag, München 1974, ISBN 3-920385-63-2. (Mehrere spätere Ausgaben bei verschiedenen Verlagen)

## Verfilmung
- Dokumentarfilm: Leila Khaled, Hijacker, Schweden 2005, Regie: Lina Makboul (offizielle Website, englisch)